# 小行星7383
小行星7383（英語：7383 Lassovszky）是一颗围绕太阳公转的小行星。1981年9月30日，橡树岭天文台在哈佛大学天文台发现了此天体。
这颗小行星的绝对星等为335.83028等。